# 滿州鄉

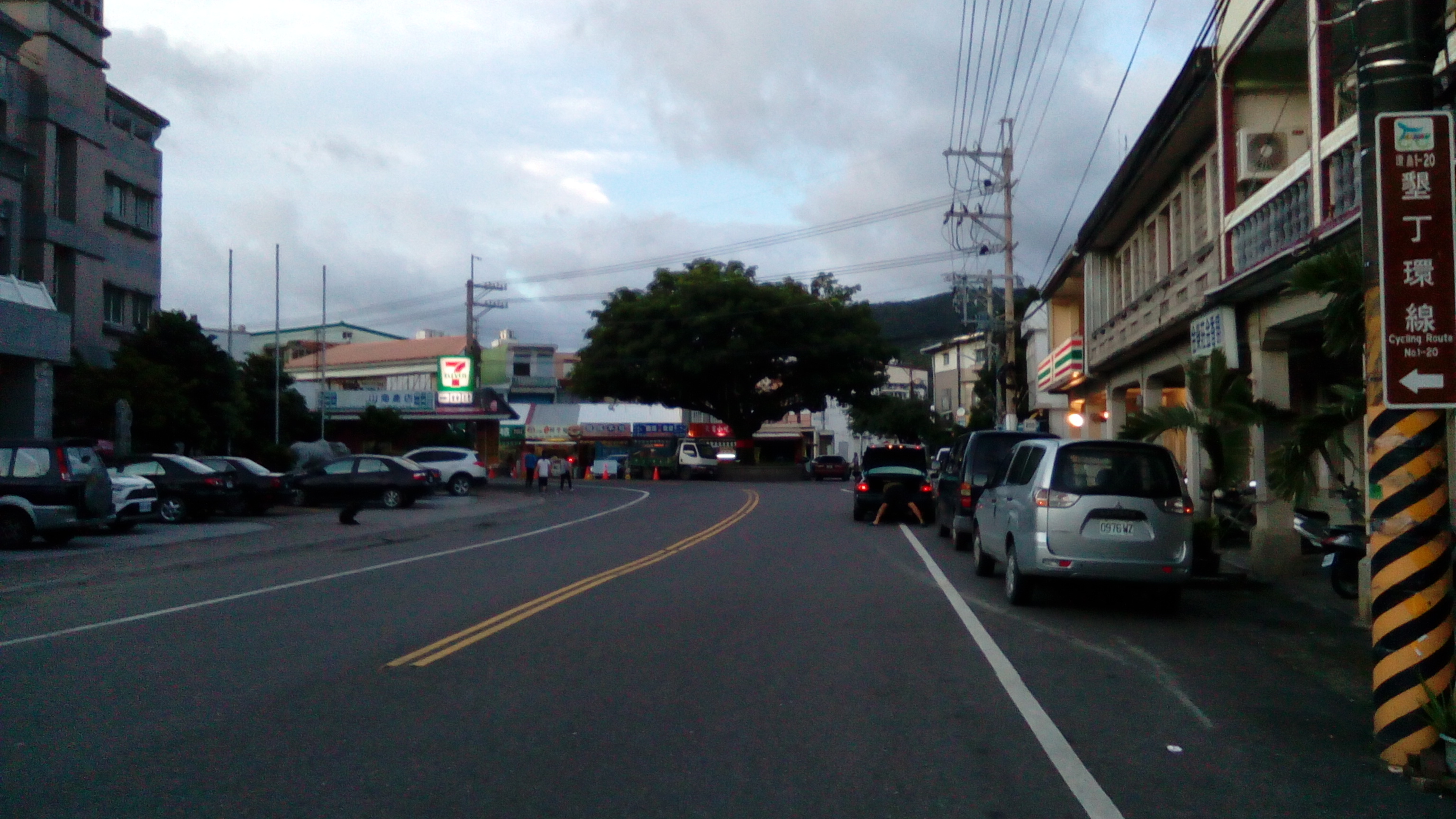
滿州市區

22°01′15″N 120°50′19″E / 22.020813°N 120.838632°E
滿州鄉位於臺灣屏東縣南端東側，北及西北臨牡丹鄉，東濱太平洋，西鄰車城鄉，南及西南接恆春鎮。此地有原住民及漢人等混居，其中排灣族佔本鄉人口約四分之一，列為平地原住民鄉鎮。
滿州鄉位處恆春半島的東部丘陵，地質上算是中央山脈的餘脈，市中心部分則屬於盆地地形，因此鄉境內雖然多山，但地勢卻較為低緩，海拔均在700公尺以下。氣候上屬熱帶季風氣候，受地形影響，每年10月到隔年2月都會有強勁的落山風吹襲。滿州鄉的部分轄境被劃入墾丁國家公園的範圍，觀光業相當發達。

## 歷史

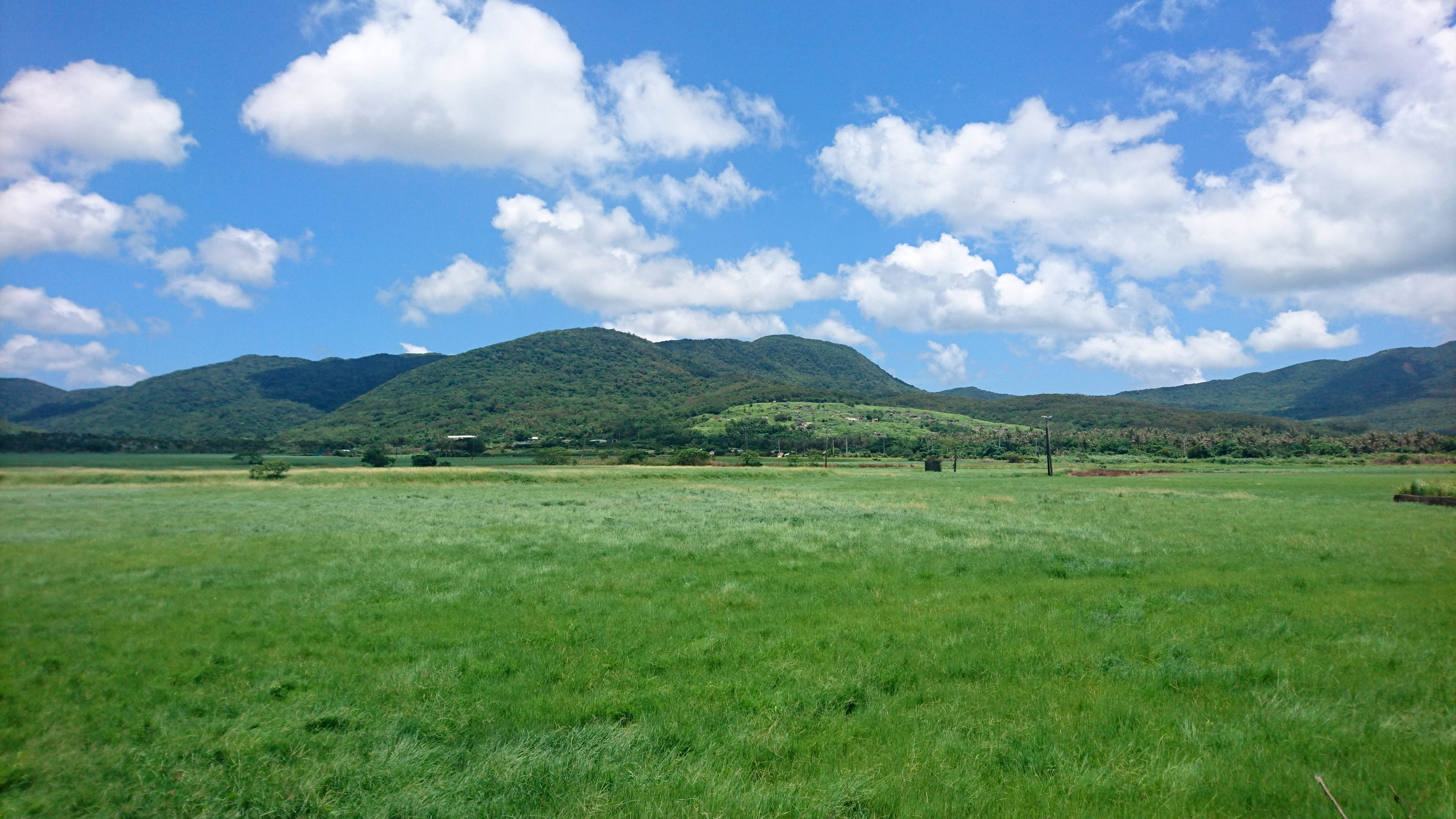
滿州鄉道路兩側可望見遠方的山景 (福田路一隅)

此地主要為瑯嶠十八社的領土，早期當地排灣族人在打獵後，常將食用剩餘的獵物丟棄於此處，使此地遍佈動物的腐屍氣味，故以排灣語「vangecul」稱之，意為「臭氣」。一說，斯卡羅人南遷時在此地與排灣族人打一場大戰，排灣戰死者無數，使此地之後遍佈屍體的臭味而得名。後來移墾至此的漢人亦以台語音譯為「蠓捽」（báng-sut），並作「蠓捽埔」。1920年台灣地名大變革，台灣總督府改以日語音譯為「滿州」（manshū）將之易名，並設置「滿州庄」，劃歸高雄州恆春郡管轄。戰後初期改劃設為高雄縣恆春區滿州鄉，1950年改隸屏東縣至今。

## 人口
根據屏東縣恆春戶政事務所統計，2024年底滿州鄉戶數約3千戶，人口約7.1千人，鄉內人口最多與最少的村分別是滿州村與港仔村，2024年底兩村人口分別為1,526人與295人。

## 政治

### 歷任首長
鄉長
| 任次 | 姓名   | 黨籍       | 備註     |
| ---- | ------ | ---------- | -------- |
| 1    | 余雲祥 |            |          |
| 2    | 潘萬金 |            |          |
| 3    | 潘萬金 |            |          |
| 4    | 宋 義  |            |          |
| 5    | 高榮昌 |            |          |
| 6    | 高榮昌 |            |          |
| 7    | 尤欽榮 |            |          |
| 8    | 尤欽榮 |            |          |
| 9    | 曾勝義 |            |          |
| 10   | 曾勝義 |            |          |
| 11   | 高榮昌 |            |          |
| 12   | 熊金郎 | 民主進步黨 |          |
| 13   | 熊金郎 | 民主進步黨 |          |
| 14   | 陳儀吉 | 無黨籍     |          |
| 15   | 熊金郎 | 無黨籍     | 當選無效 |
|      | 熊師範 | 無黨籍     | 補選     |
| 16   | 熊師範 | 無黨籍     |          |
| 17   | 余增春 | 無黨籍     |          |
| 18   | 余增春 | 無黨籍     |          |
| 19   | 古榮福 | 無黨籍     | 現任     |

### 鄉政組織

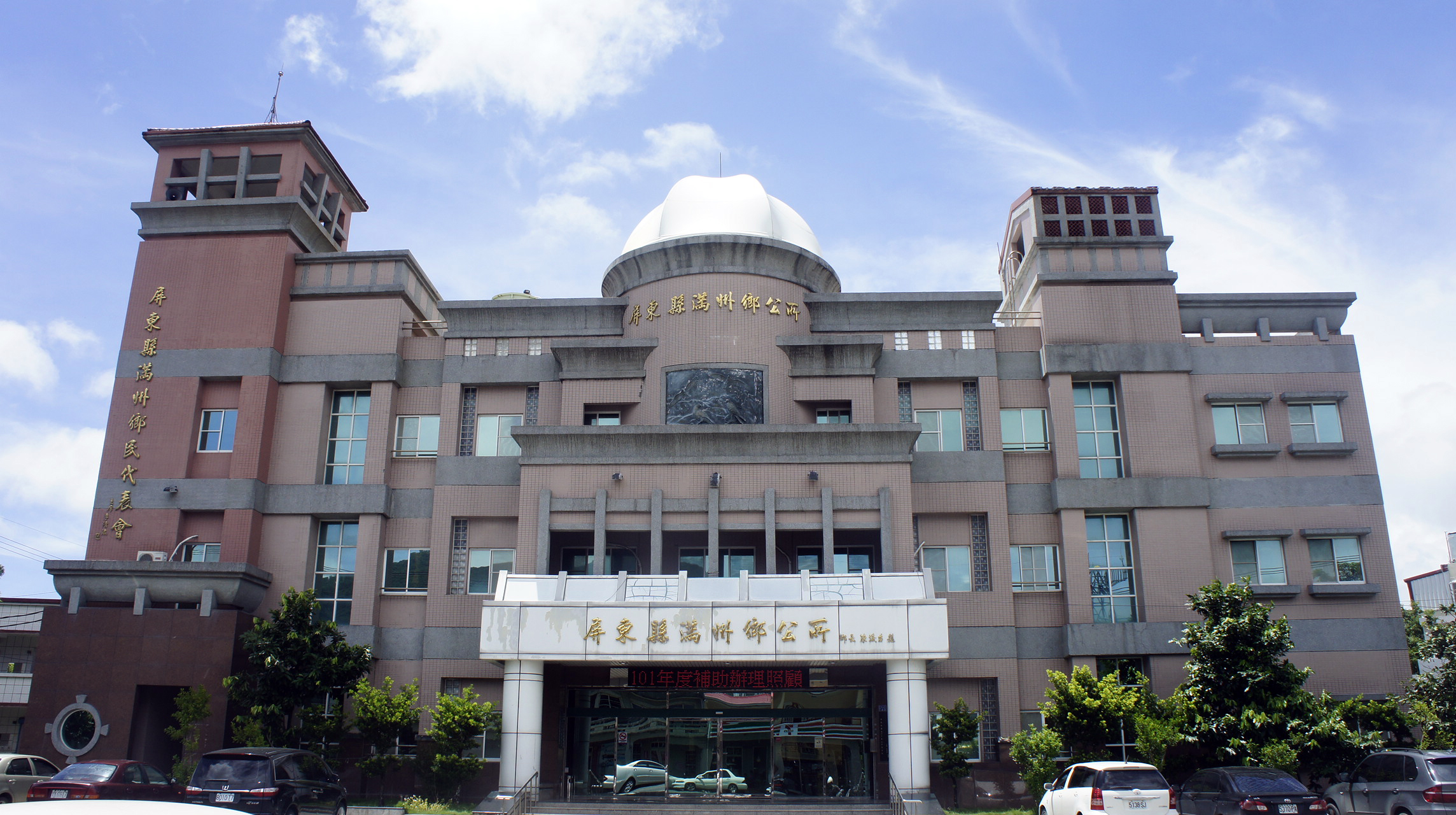
滿州鄉公所

滿州鄉公所是滿州鄉最高層級的地方行政機關，在中華民國政府架構中為鄉自治的行政機關，同時負責執行縣政府及中央機關委辦事項。滿州鄉的自治監督機關為屏東縣政府。鄉長由全體鄉民直接選舉產生，任期為四年，可連選連任一次。滿州鄉公所並置鄉政會議，為鄉政最高決策機構，在鄉長之下，設有5課2室等7個內部單位及1個附屬機關。
滿州鄉民代表會是滿州鄉的最高民意機關，代表滿州鄉全體鄉民立法和監察鄉政。鄉民代表由公民直選選出，任期為四年，可連選連任。滿州鄉民代表會共有7位鄉民代表，分別為第一選區2席鄉民代表、第二選區2席鄉民代表、第三選區2席鄉民代表、第四選區1席鄉民代表，主席、副主席由7位鄉民代表互選產生。

### 行政區
現今滿州鄉行政範圍的確立，來自於1920年，日本將臺灣十二廳改為五州二廳，設滿州庄屬高雄州恆春郡。滿州庄轄射麻裡、滿州、豬朥束、港口、響林、九個厝、九棚等7個大字。1945年，改為「滿州鄉」，屬高雄縣恆春區。1950年，調整行政區域，滿州鄉改隸新成立的屏東縣。
| 滿州鄉行政區劃                                                     |
| 港仔村 九 棚 村 長樂村 響林村 里 德 村 港口村 永 靖 村 a a：滿州村 |

## 公共服務

### 警政治安
- 屏東縣政府警察局恆春分局
  - 滿州分駐所
  - 永靖派出所
  - 長樂派出所
  - 港仔派出所

### 消防
- 屏東縣政府消防局第四大隊
  - 滿州分隊

## 教育

### 國民中學
- 屏東縣立滿州國民中學

### 國民小學
- 屏東縣滿州鄉滿州國民小學
- 屏東縣滿州鄉長樂國民小學
- 屏東縣滿州鄉永港國民小學

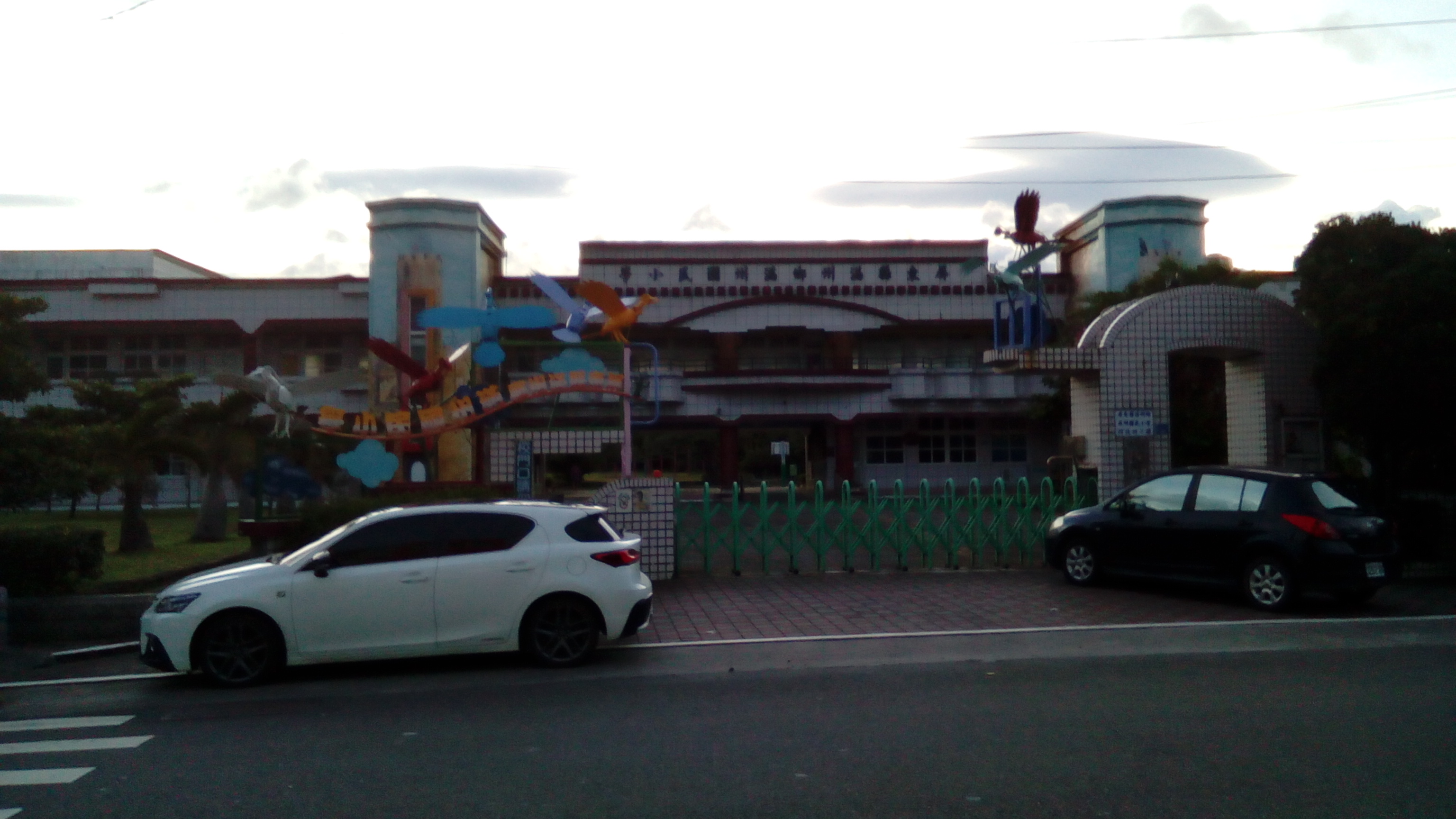
滿州國小

- 屏東縣滿州鄉九棚國民小學(1948-2006)：屏東縣滿州鄉九棚村九棚路1號 1948滿州國校九棚分班1952九棚國校
- 屏東縣滿州鄉九棚國民小學港仔分校(1969-1991)：屏東縣滿州鄉港仔村
- 屏東縣滿州鄉長樂國民小學八瑤分校(1969-1979)：屏東縣滿州鄉長樂村分水嶺

## 交通

### 公路
省道
- 台26線（部分路段通車）

縣道
- 縣道200號
  - 縣道200甲線

鄉道
- 屏156線
- 屏168線
- 屏169線
- 屏172線

## 旅遊

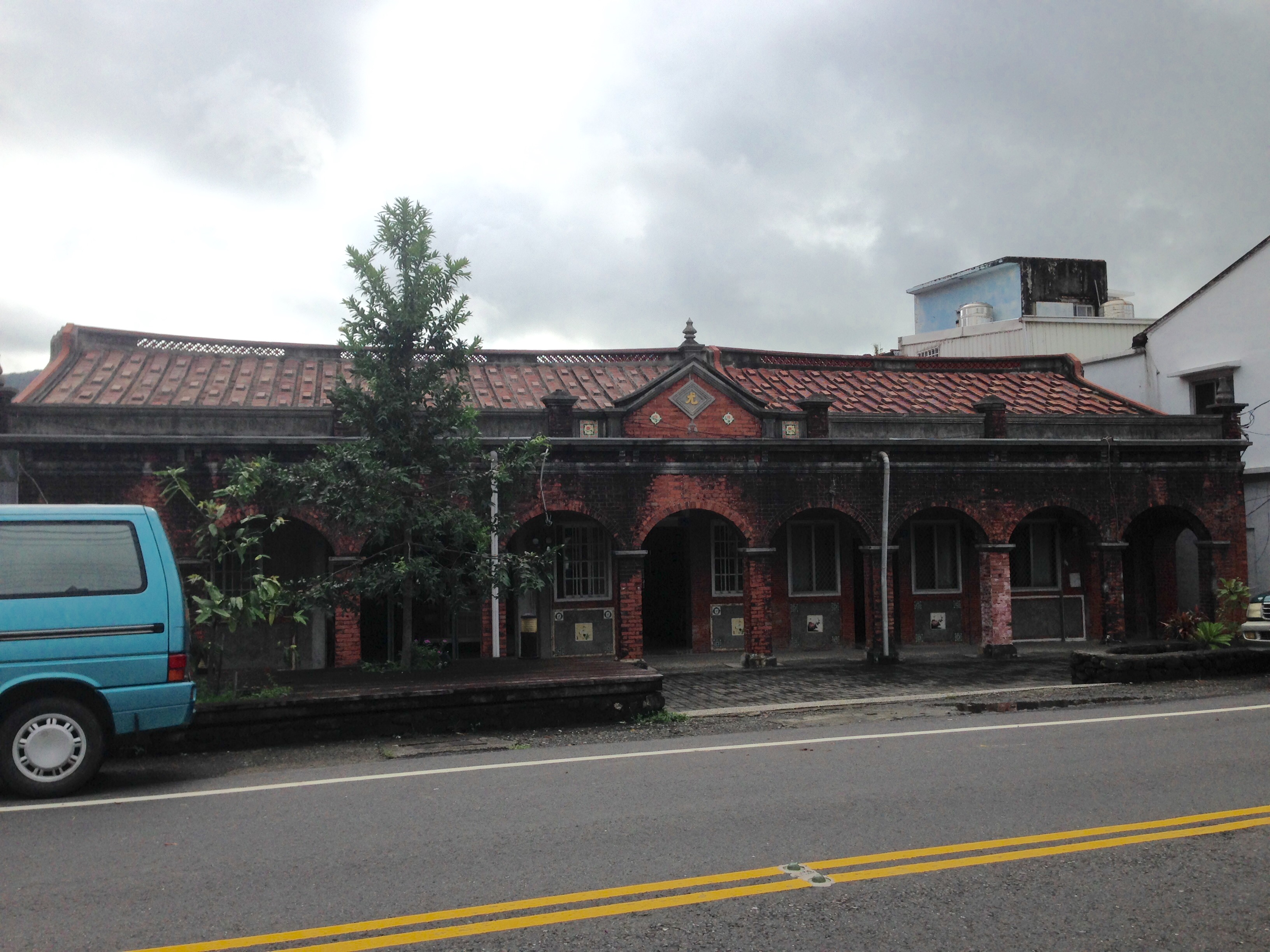
滿州村尤宅古厝

### 文化設施
- 中山漁港
- 南仁漁港
- 興海漁港
- 墾丁國家公園
  - 南仁山生態保護區
- 港口吊橋

### 文化資產
- 尤宅
- 敬聖亭
- 高砂族教育發祥之地碑

### 無形文化
- 滿州收穫祭
- 滿州八保祭典

### 廟宇
- 羅峰寺（創建於1882年）
- 照靈宮（創建於1892年）
- 信天宮（創建於1912年）

### 遺址
- 南仁山石板屋

### 自然景觀
- 九棚沙漠
- 鼻頭礁
- 南仁湖
- 出風鼻
- 佳樂水
  - 軍艦岩
- 萬里得山
- 門馬羅山

### 瀑布
- 欖仁溪瀑布
- 七孔瀑布

## 特產
- 港口茶
- 落山風
- 牧草
- 雨來菇 - 當地人稱「草木耳」，也被原住民稱為「天使的眼淚」、「情人的眼淚」。
- 飛魚 - 當地人稱「飛烏」，通常是製作成魚乾。
- 芭蕉旗魚 - 當地人稱「破雨傘」
- 青龍小辣椒 - 不辣的而甜脆的小辣椒
- 檳榔 - 特有品種稱為「番仔菁」

## 歌謠
- 思想起(月琴)
- 平埔調
- 楓港小調
- 牛母伴
- 五孔小調
- 守牛調
- 四季春

## 外部連結
- 滿州鄉公所 （页面存档备份，存于）